# Duisterwinkel
Duisterwinkel is een voormalig gehucht ten noorden van Garnwerd, in de gemeente Het Hogeland, provincie Groningen. Door de gemeente wordt Duisterwinkel ook genoemd als een van de woonkernen van de gemeente, maar op de topografische kaart is de naam niet terug te vinden.
Het gehucht staat vermeld op de kaart van Ludolph Tjarda van Starkenborgh (ca. 1690), op de kaart van Theodorus Beckeringh, "Kaart of Landtafereel der Provincie van Groningen en Ommelanden" (1781), in de Aardrijkskundige woordenboeken van Van der Aa (1849) en Pott (1913) en in de Groninger Encyclopedie van K. ter Laan (1954).
Het was een gehucht dat, vanuit Garnwerd gezien, aan de overkant van een in 1640 afgesneden meander (de Raken) van de oude Hunze, thans het Reitdiep lag, ingeklemd tussen Schilligeham, Bellingeweer en Klein Garnwerd. De naam zou duiden op een voor schepen gevaarlijke bocht (winkel) in de Hunze. In die bocht zouden veel bomen hebben gestaan rond een drietal boerderijen, wat de bocht een donker karakter gaf.
Het verhaal gaat, dat voor de kanalisatie van de Hunze (Reitdiep), hier dikwijls de trekschuiten werden beroofd. Het was een duistere hoek (vgl. Du. Winkel) in de Hunze.
De bewoners van Duisterwinkel gingen in Garnwerd naar de kerk. Sinds 1811 bestaat er één familie die zich Duisterwinkel is gaan noemen.